# John Greig
John Greig (* 11. září 1942, Edinburgh) je bývalý skotský fotbalista, obránce. V letech 1966 a 1976 byl zvolen skotským fotbalistou roku.

## Fotbalová kariéra
Ve skotské lize hrál za Glasgow Rangers, nastoupil ve 497 ligových utkáních a dal 88 gólů. S Rangers získal čtyři mistrovské tituly a sedm vítězství ve skotském fotbalovém poháru. V Poháru mistrů evropských zemí nastoupil v 164 utkáních a dal 1 gól, v Poháru vítězů pohárů nastoupil ve 29 utkáních a dal 3 góly a ve Veletržním poháru nastoupil v 17 utkáních a dal 3 góly. V Superpoháru UEFA nastoupil ve 2 utkáních. Za reprezentaci Skotska nastoupil v letech 1964-1975 ve 44 utkáních a dal 3 góly.

## Ligová bilance
| Ročník                    | Zápasy | Góly | Klub            |
| ------------------------- | ------ | ---- | --------------- |
| 1. skotská liga 1961/1962 | 11     | 7    | Glasgow Rangers |
| 1. skotská liga 1962/1963 | 27     | 5    | Glasgow Rangers |
| 1. skotská liga 1963/1964 | 34     | 4    | Glasgow Rangers |
| 1. skotská liga 1964/1965 | 34     | 4    | Glasgow Rangers |
| 1. skotská liga 1965/1966 | 32     | 7    | Glasgow Rangers |
| 1. skotská liga 1966/1967 | 32     | 2    | Glasgow Rangers |
| 1. skotská liga 1967/1968 | 32     | 11   | Glasgow Rangers |
| 1. skotská liga 1968/1969 | 32     | 6    | Glasgow Rangers |
| 1. skotská liga 1969/1970 | 30     | 7    | Glasgow Rangers |
| 1. skotská liga 1970/1971 | 26     | 8    | Glasgow Rangers |
| 1. skotská liga 1971/1972 | 28     | 8    | Glasgow Rangers |
| 1. skotská liga 1972/1973 | 30     | 7    | Glasgow Rangers |
| 1. skotská liga 1973/1974 | 32     | 6    | Glasgow Rangers |
| 1. skotská liga 1974/1975 | 22     | 1    | Glasgow Rangers |
| 1. skotská liga 1975/1976 | 36     | 3    | Glasgow Rangers |
| 1. skotská liga 1976/1977 | 30     | 0    | Glasgow Rangers |
| 1. skotská liga 1977/1978 | 29     | 2    | Glasgow Rangers |
| CELKEM 1. skotská liga    | 497    | 88   |                 |